# 鮄鯏粘体虫
鮄鯏粘体虫（学名：Myxosoma pfrille）为粘体科粘体虫属的动物。分布于加拿大以及湖北、浙江等，营寄生生活，寄生在鲤、鲫的鳃、肠、黄颡鱼的肠以及鰟鮍的肾。